# Pantydia scissa
Pantydia scissa är en fjärilsart som beskrevs av Walker 1865. Pantydia scissa ingår i släktet Pantydia och familjen nattflyn. Inga underarter finns listade i Catalogue of Life.